# Dicranella heteromalla

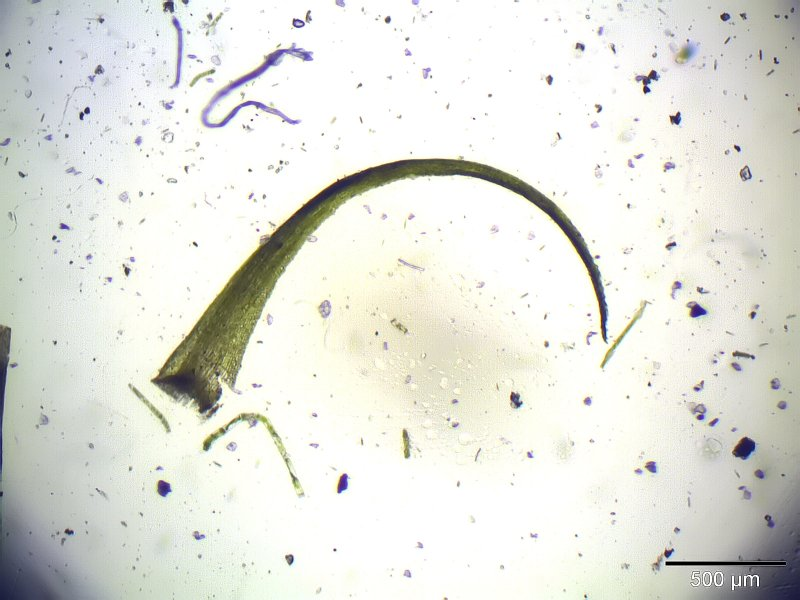
Dicranella heteromalla, Blatt.

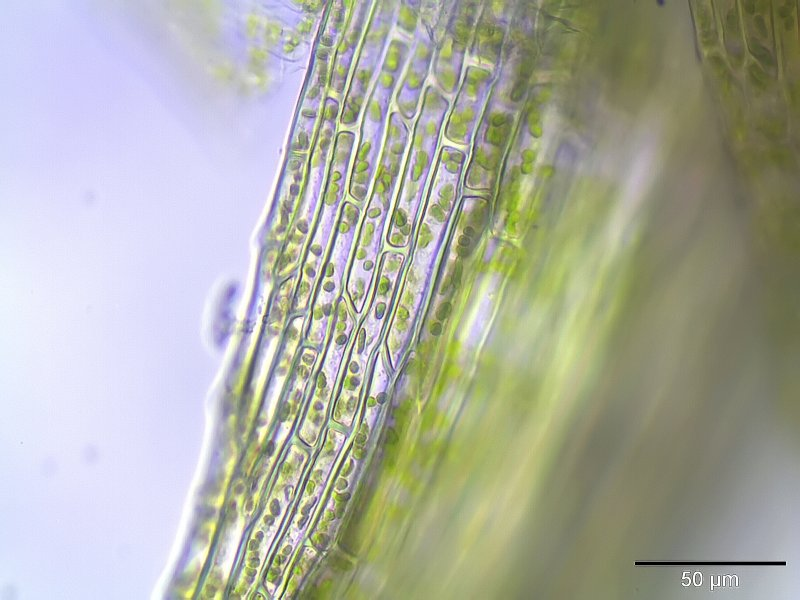
Dicranella heteromalla, Laminazellen.

Dicranella heteromalla (im Deutschen manchmal auch Sicheliges Kleingabelzahnmoos oder Einseitswendiges Kleingabelmoos genannt) ist ein Moos, das in Mitteleuropa auf lehmigen Standorten in Wäldern überall häufig ist.

## Beschreibung
Die zweihäusige Art bildet 1 bis 2 cm hohe, selten auch höhere, dichte Rasen aus gelbgrünen bis reingrünen Pflanzen.
Die Blätter sind am Grunde nicht oder nur wenig scheidig. Sie sind in eine lange, pfriemenförmige und sichelförmig gekrümmte Spitze ausgezogen, die von der Blattrippe vollständig ausgefüllt wird. In der Regel stehen die Blätter deutlich einseitswendig am Stämmchen. Der Blattrand ist von der Spitze bis weit hinab fein gezähnt.
Die Kapseln stehen auf einer gelben Seta und sind aufrecht oder höchstens schwach geneigt. Sie selber sind rotbraun.

## Verbreitung und Standortansprüche
Die Art kommt auf lehmigen oder sandigen, offenen und sauren Standorten vor, manchmal auch auf kalkfreiem oder zumindest kalkarmem Gestein. In Mitteleuropa wächst sie sehr häufig auf lehmiger Walderde, beispielsweise an Rändern von Waldwegen, an Waldböschungen oder in Gräben. Sie ist vom Flachland bis über die Waldgrenze weit verbreitet und häufig. Oft bildet sie an passenden Standorten große Bestände.
Sie ist in den gemäßigten Breiten der gesamten Nordhemisphäre verbreitet.